# Pál Prónay
Pál Prónay de Tótpróna et Blatnicza (Romhány, 2 novembre 1874 – Unione Sovietica, 1947 o 1948) è stato un militare ungherese.
È considerato il più brutale degli ufficiali dell'Esercito nazionale ungherese che guidarono il terrore bianco durante le fasi finali e dopo la fine dell'esperienza della Repubblica Sovietica Ungherese del 1919.

## Biografia
Nato da un'antica e distinta famiglia aristocratica nell'Ungheria settentrionale, frequentò l'Istituto militare di Lahne, ma la sua carriera di ufficiale progredì lentamente, in parte perché era violento e ingiurioso nei confronti dei suoi uomini. Si diplomò all'Accademia Ludovika di Budapest, Nella prima guerra mondiale, con il grado di capitano, prestò servizio nel 13º Reggimento Imperiale e Reale degli Ussari Jász-Kun.
In Ungheria un primo tentativo di formare un governo democratico, sotto il primo ministro Mihály Károlyi, fallì e fu rovesciato nel marzo 1919 da un colpo di Stato comunista. Il suo leader, Béla Kun, aveva origini ebraiche e si era formato nella Russia sovietica. Inizialmente popolare, la cosiddetta Repubblica Sovietica Ungherese di Kun perse rapidamente l'approvazione popolare, soprattutto a causa delle sue politiche economiche fallimentari, dei suoi vani sforzi militari per recuperare le terre abitate da ungheresi ora occupate dai cecoslovacchi e dai romeni e del Terrore rosso, ovvero una serie di violenze perpetrate dalle bande paramilitari dei Ragazzi di Lenin e costate la vita a circa 600 persone, principalmente oppositori “borghesi” o controrivoluzionari.
Un governo alternativo faticò a formarsi nel sud dell'Ungheria e ad assicurarsi l'approvazione delle potenze dell'Intesa; gli affari militari furono affidati all'ex comandante della flotta austro-ungarica, l'ammiraglio Miklós Horthy, che creò una forza militare controrivoluzionaria e la chiamò Esercito Nazionale.
Dopo il colpo di Stato di Béla Kun, in primo momento Prónay pensò di emigrare, ma nel giugno 1919 si recò a Seghedino, nel sud, dove fu tra i primi ad unirsi a Horthy, assumendo il comando delle guardie del corpo dell'ammiraglio. Iniziò anche una stretta collaborazione con Gyula Gömbös, politico di destra e futuro primo ministro.
Nell'estate del 1919, Prónay formò la prima milizia paramilitare di quella che in seguito sarebbe stata chiamata “Guardia Bianca”. Mentre l'Esercito Nazionale si muoveva nelle campagne e conquistava territori, Prónay e altri ufficiali iniziarono una campagna, che sarebbe durata due lunghi anni, di violenze e brutalità anticomuniste passate alla storia come il Terrore Bianco. Il loro obiettivo era quello di vendicarsi delle violenze dei comunisti e di spaventare quella parte di popolazione che li supportava affinché si sottomettesse al controllo del governo controrivoluzionario. Prónay cercò anche di “ripristinare le tradizionali buone relazioni tra i proprietari terrieri e i servi delle proprietà”, il che significava in sostanza ridurre all'obbedienza i contadini delle pianure ungheresi.
Il nome di Prónay divenne ben presto sinonimo delle peggiori crudeltà occorse durante il Terrore Bianco. Tra i suoi bersagli figuravano comunisti, socialdemocratici (il secondo partito politico marxista ungherese), contadini ed ebrei, che molti nell'Esercito Nazionale incolpavano di essere i responsabili del fallito e sanguinoso colpo di Stato comunista, perché il 55-75% dei suoi leader erano ebrei. A differenza di alcuni ufficiali che guidarono le azioni del Terrore bianco, Prónay non vide mai la necessità di mascherare o moderare i suoi atti di tortura e umiliazione, e nei suoi scritti successivi li descrisse con un gusto immutato. La sua unità rapiva e ricattava i commercianti ebrei e tagliava i seni alle donne contadine ed ebree. Tagliarono le orecchie delle loro vittime per tenerle come trofeo e alimentarono la caldaia del treno blindato del battaglione con i corpi dei loro prigionieri, alcuni dei quali vivi.
Prónay e i suoi uomini si distinsero per il sadismo con il quale torturavano le loro vittime. Cospargevano di zucchero a velo i volti martoriati e gonfi degli uomini che colpivano, in modo da attirare centinaia di mosche; fissavano guinzagli di corda ai genitali dei loro prigionieri e poi li frustavano per farli correre in cerchio; legavano le loro vittime in stalle e li costringevano a mangiare il fieno.
Pur essendo ufficialmente soldati dell'Esercito Nazionale, gli uomini di Prónay non seguivano la catena di comando standard. Prónay esigeva, e riceveva, una lealtà assoluta da parte dei suoi sottoposti; i soldati dovevano eseguire gli ordini, anche quelli più brutali, senza esitazione. Coloro che non erano disposti a sottostare a queste condizioni venivano espulsi dall'unità.
La Repubblica sovietica crollò nell'agosto 1919, quando l'esercito rumeno (sostenuto dalle truppe di occupazione francesi) raggiunse la capitale ungherese Budapest. Kun e i suoi alleati fuggirono e il Terrore bianco si intensificò. Accanto a Prónay si distinsero per le brutalità commesse alcuni suoi ufficiali come Iván Héjjas, Gyula Ostenburg-Moravek e Anton Lehár, guidarono unità simili e si macchiarono di violenze comparabili.
Nel novembre 1919, le truppe rumene si ritirarono. Quando Horthy e l'esercito nazionale consolidarono il loro controllo sulla capitale e sulla nazione, Prónay installò la sua unità nell'Hotel Britannia, dove il gruppo crebbe fino a raggiungere il livello di battaglione. Il programma di attacchi feroci continuò; il loro piano prevedeva un pogrom in tutta la città, finché Horthy non lo fermò. Nel suo diario, Prónay riferì che Horthy:
Dopo l'istituzione del Regno d'Ungheria, il terrore continuò. Ma la tolleranza per la violenza reazionaria andò tuttavia rapidamente diminuendo presso le nuove autorità magiare. Le unità della Guardia Bianca, in particolare quella di Prónay, risultavano sempre più difficili da controllare, comportandosi meno come bande di criminali. La loro ferocia indignò l'alta borghesia ungherese e attirò le critiche della stampa internazionale; potrebbe anche aver indurito i sentimenti delle potenze dell'Intesa nei confronti dell'Ungheria in un momento cruciale, poco prima della ratifica del trattato di Trianon.
Tuttavia, passò almeno un altro anno prima che il terrore si placasse. Nell'estate del 1920, il governo di Horthy prese misure per contenere e poi sciogliere i battaglioni reazionari. Prónay riuscì a minare queste misure anti-guardia bianca, ma solo per poco tempo.
Dopo che alcuni uomini di Pronay furono coinvolti nell'omicidio di un poliziotto a Budapest nel novembre 1920, la permissività dei suoi capi diminuì drasticamente. L'estate successiva, Pronay fu processato per aver estorto denaro a un ricco politico ebreo e per aver “insultato il Presidente del Parlamento” cercando di coprire l'estorsione. Dichiarato colpevole di entrambe le accuse, Pronay si rivelò un peso e un imbarazzo. Gli fu revocato il comando e fu denunciato come criminale comune al Parlamento ungherese.
Dopo aver scontato una breve condanna, Prónay cercò invano di convincere Horthy a restituirgli il comando del suo battaglione. Furioso con il suo ex protettore, Prónay si trasferì al confine con l'Austria, dove continuò le sue atrocità proclamandosi capo supremo di uno Stato fantoccio, il Banato di Leithania. Infine, nell'autunno del 1921, Prónay si unì al secondo tentativo fallito di rovesciare Horthy e riportare sul trono ungherese Carlo IV. Di conseguenza Horthy tagliò definitivamente i ponti con Prónay. Il battaglione fu sciolto ufficialmente nel gennaio 1922 dal governo e i suoi membri furono espulsi dall'esercito.
Prónay entrò in politica come membro dell'opposizione di destra del governo. Negli anni Trenta cercò, senza riuscirci, di emulare i nazisti generando un movimento di massa fascista ungherese. Nel 1932 fu accusato di incitamento, condannato a sei mesi di prigione e privato del grado di tenente colonnello.
Nell'ottobre del 1944, mentre l'Armata Rossa marciava su Budapest, il 69enne Prónay mise insieme uno squadrone della morte e riprese la caccia verso gli ebrei ungheresi. Scomparso nelle ultime settimane di guerra, in passato si riteneva che fosse morto durante l'assedio di Budapest. L'apertura degli archivi sovietici ha rivelato che Prónay fu catturato il 20 marzo 1945, detenuto come prigioniero di guerra, condannato dalle autorità sovietiche a vent'anni di lavori forzati con l'accusa di sabotaggio e spionaggio e morto in un gulag nel 1947 o nel 1948.